# Vertragshilfegesetz
Das Gesetz über die richterliche Vertragshilfe, kurz Vertragshilfegesetz, war ein deutsches Bundesgesetz. Es wurde infolge der Nachkriegsverhältnisse zum Schutz von Schuldnern und zur Vermeidung von Unternehmenszusammenbrüchen am 26. März 1952 erlassen. Seine Aufhebung erfolgte am 27. Juni 2000.

## Entstehungsgeschichte
Da durch Kriege und Nachkriegsverhältnisse vielfach Schuldner ohne ihr Verschulden nicht in der Lage sind, ihren Verpflichtungen nachzukommen, gewährte der deutsche Gesetzgeber schon nach dem Ersten Weltkrieg mit dem Gesetz zum Schutze gegen die Folgen der Verkehrserschwerung vom  3. März 1919 gewisse Verlängerungen von Zahlungsfristen im Wege der freiwilligen Gerichtsbarkeit. Ebenfalls eine Vertragshilferegelung stellte das Schutzgesetz für die durch die Abtretung der ehemals preußischen Teilgebiete Polens betroffenen Schuldner vom 27. Juni 1922 dar.
Von grundlegender Bedeutung war die Vertragshilfeverordnung (VHV) vom 30. November 1939, der bis September 1944 weitere sogenannte Kriegsvertragshilfeverordnungen folgten. Diese Rechtsnormen sollten eine wesentliche Voraussetzung für das Durchhaltevermögen der deutschen Wirtschaft während des Zweiten Weltkriegs schaffen. War ein Schuldner durch den Krieg in wirtschaftliche Not geraten, konnte richterlich nicht nur eine Stundung, Prolongation oder Herabsetzung der Schuld herbeigeführt werden, sondern auch eine Aufhebung eines gegenseitigen Vertrages. Damit übernahm im Zweiten Weltkrieg der deutsche Staat die volle Haftung für alle unmittelbaren und mittelbaren Schäden, die durch Kriegshandlungen im damaligen Deutschland verursacht waren.
Nach dem Zweiten Weltkrieg führten in Westdeutschland zunächst einzelne Länder richterliche Vertragshilfen fort, fixiert beispielsweise im Bayerischen Vertragshilfegesetz vom 25. April 1946, im Bremischen Vertragshilfegesetz vom 13. Juli 1946, im Hessischen Vertragshilfegesetz vom 24. August 1946 oder im Württemberg-Badischen Vertragshilfegesetz vom  3. März 1949. Auch das westdeutsche Umstellungsgesetz vom 20. Juni 1948 beinhaltete bereits ein Vertragshilfeverfahren.

## Inhalt
Das Gesetz über die richterliche Vertragshilfe (VHG) vom 26. März 1952 übernahm im Wesentlichen die Normen der Vertragshilfeverordnungen von 1939 und 1940. Die modifizierten Neuregelungen ermöglichten eine bundeseinheitliche Abhilfe für Härtefälle auf Antrag durch richterliche Stundung oder Herabsetzung von Verbindlichkeiten. Eine völlige Vertragsauflösung konnte nach dem VHG nicht (mehr) verfügt werden. Neben einer einheitlichen Regelung wollte der Gesetzgeber mit dem neuen Vertragshilfegesetz einen Schlussstrich unter die Entwicklung privater Rechtsverhältnisse setzen, die Schuldner auf Grund der Kriegsereignisse oder Kriegsfolgen erlitten hatten. Daher wurde der Anwendungsbereich auf Verbindlichkeiten beschränkt, die vor dem 21. Juni 1949, dem Stichtag der Währungsreform, begründet worden waren.
Die Verfahren bezweckten eine Insolvenzverhütung, aber keinesfalls eine „richterliche“ Sanierung. Dennoch nahm durch das Vertragshilfegesetz der Staat wie in vielen anderen Fällen das Recht in Anspruch, von sich aus, wenn auch hier auf Antrag einer Vertragsseite (Schuldner), gestaltend in einen laufenden Vertrag einzugreifen. Dabei sollte der Vertragshilferichter wie bereits in der NS-Zeit weniger durch Regeln gebunden sein, sondern vielmehr als Problemlöser und flexibler Mediator eingreifen. Im Grundsatz blieb es damit bei der Wirksamkeit privater Verträge, die vor und während des Krieges geschlossen waren.
Gerichtliche Gebühren und Auslagen für die Vertragshilfeentscheidung wurden nicht erhoben. Ein Antrag auf Vertragshilfe war für einzelne Verbindlichkeiten oder für sämtliche Verbindlichkeiten möglich. Das Gericht konnte jedoch von sich das Verfahren auf einzelne Verbindlichkeiten, für welche kein Antrag vorlag, ausdehnen, aber auch einzelne Verbindlichkeiten von der Vertragshilfe ausnehmen. Die richterlichen Entscheidungen gingen im Endeffekt immer zu Lasten der Gläubiger. Die formelle Aufhebung des Vertragshilfegesetzes erfolgte durch Art. 9 Nr. 1 des Gesetzes über Fernabsatzverträge vom 27. Juni 2000.